# Catorex
Cattin & Cie SA, Montres CATOREX es una manufactura relojera suiza, fundada en 1858 por Constant Cattin, en Les Breuleux (Suiza).

## Historia
A principios del siglo XIX, el granjero Georges Ignace Cattin (nacido en 1785) comenzó a fabricar relojes de bolsillo con su asociado Cabinotiers en el cantón del Jura, en Suiza. Cattin se convirtió en el fundador de una saga de seis generaciones de relojeros. Su hijo, Constant Cattin (nacido en 1818), fundó Cattin & Cie SA en 1858 en Les Breuleux, donde la empresa pasó a tener su sede.
La firma era entonces propiedad de Numa Cattin (nacido en 1861), Armand y Maurice Cattin (nacidos en 1885 y 1887 respectivamente) y Guy Cattin (nacido en 1932). Guy Albert Cattin era el propietario de Cattin & Cie SA en la década de 2020.
CATOREX fue creada y registrada como marca en 1957 por Guy Cattin. En 1979, CATOREX desarrolló el reloj esqueleto más pequeño hasta entonces y, en 1985, el reloj colgante más pequeño del mundo. Desde entonces, la empresa ha ampliado su gama de productos para incluir ropa, bolsos, gafas y joyas.

## Lectura adicional
- 2016 Watch & Clock Brands. Japan Watch Importors’ Association. 30 de noviembre de 2015.